# Прісцилла Лейн
Прісцилла Лейн (англ. Priscilla Lane), (нар. 12 червня 1915 — пом. 4 квітня 1995) — американська акторка. Наймолодша із сестер-акторок Лейн.

## Біографія

### Ранніроки
Прісцилла Лейн народилася 12 червня 1915 року в містечку Індіанола в Айові. Її батьками були лікар-стоматолог Лоренцо Маллікан та Кора Белл Гікс, яка до шлюбу працювала кореспонденткою в місцевій газеті Мейсі, штат Індіана. В родині вже було чотири доньки: Леотабель, Марта, Дороті та Розмарі. Малікани раніше проживали в Мейсі. В 1907 році вони вирішили перебратися до Айови. Тут батько відкрив приватну стоматологічну практику. Родина мала великий дім із 22-ма кімнатами, більшість з яких здавала в оренду студентам, що приїздили на навчання до коледжу Сімпсон.

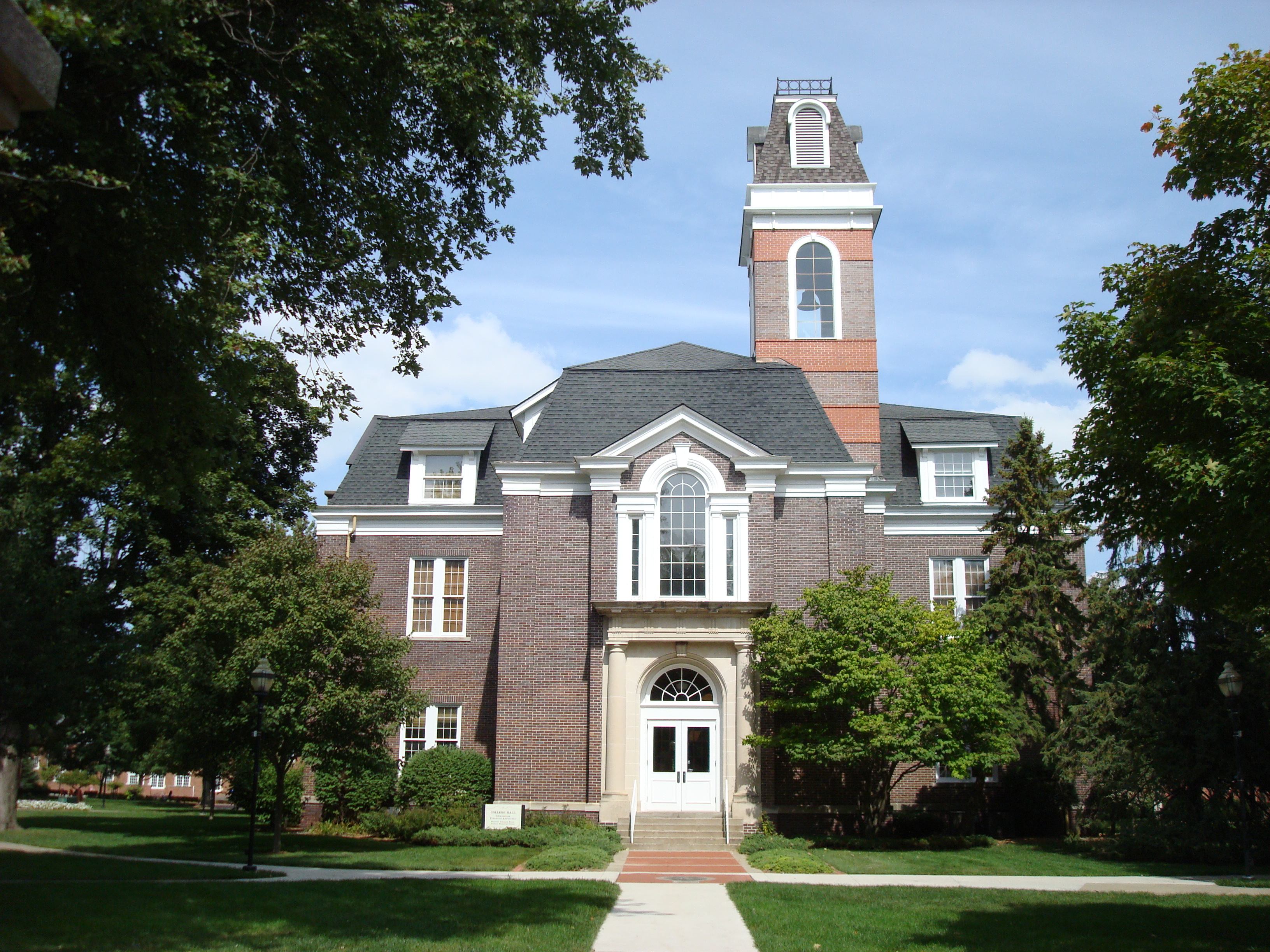
Історична будівля колледжу Сімпсон

Матизаохочувала доньок співати та грати на музичних інструментах. Всі дочки дуже любили музику і всі певного часу вивчали музику на вечірніх курсах колледжу Сімпсон.
В середині 1920-х сестра Леотабель залишила дім та вирушила до Нью-Йорка, щоб зробити музичну кар'єру. У 1928 році до неї приєдналася і Дороті. Сестри жили разом і ходили на кастинги до театрів. Їм вдалося отримати запрошення від Гаса Едвардса до його шоу, але він наполіг, щоб Дороті взяла псевдонім Лола Лейн. Тоді ж сестри вперше виступили на Бродвеї. Марта в шоу-бізнесі зацікавлена не була. Вона одружилася з професором колледжу та переїхала в Де-Мойн. Вдома залишались лише наймолодші: Розмарі та Прісцилла. Кожного вікенду вони відвідували Де-Мойн, де брали уроки танців у Роуз Лоренц. Їхній перший професійний виступ відбувся 30 вересня 1930 року, коли вони дебютували у «Paramount Theater» Де-Мойну.
По закінченню середньої школи Прісциллі Лейн було дозволено поїхати до Нью-Йорку, щоб відвідати Леоту. Там вона вирішила вступити до драматичної школи Fagen School of Dramatics, і Леота погодилася заплатити вступний внесок. Незабаром після вступу в одній із шкільних постановок її побачив голлівудський шукач талантів Ел Елтман. Він запросив Прісциллу на кінопроби до студії MGM. Їй тоді виповнилося 16.

### Перші кінопроби
Згодом Прісцилла писала подрузі в Індіанолу:
Леота пішлі за мною до якогось театру у хмарочосі. Там також були й інші дівчата. Одна з них була із розпущеним волоссям... Її ім'я Кетрін Гепберн. Не надто гарно, подумала я, але тут містер Альтман щось їй сказав. Також тут була Маргарет Саллаван, акторка з Бродвею!
Проби виявилися невдалими. Студії MGM Прісцилла не підходила, втім як і Кетрін Гепберн та Маргарет Саллаван, які також отримали відмову.

### Початок кар'єри
В той час матір Прісцилли пішла від батька і з Розмарі приїхала до Нью-Йорку. Відразу почала брати активну участь в житті дочок, спрямовуючи їх на кастинги різних театральних постановок. На одній з них сестер почув Фред Ворінг, керівник оркестру. 1933 року вони із схваленням матері підписали контракт з Ворінгом. У той же час сестри змінили прізвище на Лейн. Ворінг не лише гастролював із своєю групою, відомою як «Пенсильванці», а й щотижня виступав у радіошоу. Розмарі співала ліричні балади, а Прісцилла виконувала свінгові номери та жартувала з Ворінга й інших запрошених гостей. Вона швидко стала відомою як комедійна акторка. У цьому ж році її батьки офіційно розлучилися.
Разом з Ворінгом сестри виступали близько 5 років. У 1937 році його разом із групою запросила студія Warner Brothers для участі у мюзиклі «Varsity Show». В головній ролі там знявся Дік Павелл. І Прісцилла, і Розмарі пройшли окремі кінопроби і були затверджені на ролі у стрічці. Розмарі там можна побачити у романтичних місцях з Пауеллом, а Прісцилла грає дівчину з коледжу, яка завжди в доброму гуморі. Після фільму Ворнери викупили контракти сестер у Ворінга та уклали з ними контракт на сім років.

### Голлівуд
Першим фільмом Прісцилли Лейн після «Varsity Show» стала мелодрама «Чоловіки такі дурні», де був задіяний Гамфрі Боґарт. Після цього вийшла стрічка «Любов, Честь та поведінка». Її партнером в обох картинах був Вейн Морріс. Рекламний відділ студії запропонував Моррісу та Лейн разом з'являтися у місті. Для цього були всі підстави: вони подобалися одне одному та певний час зустрічалися. Але Лейн пазніше говорила, що ці стосунки не були серйозними для жодної із сторін.

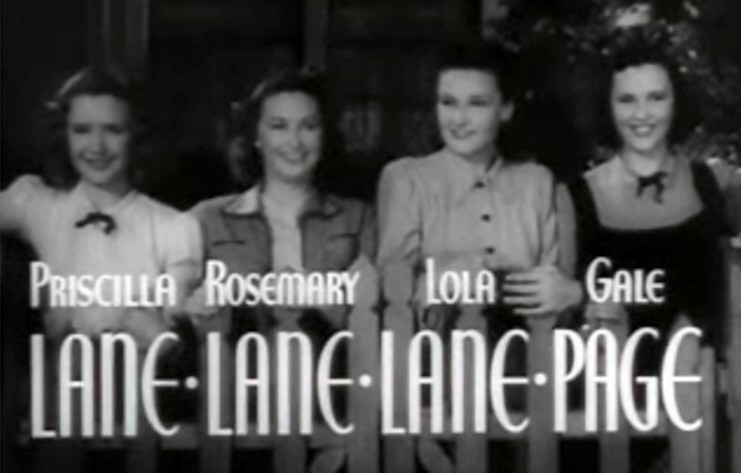
Сестри Лейн та Гейл Пейдж в трейлері до фільму «Чотири доньки»

В наступному фільмі, яким стала романтична комедія «Ковбой з Брукліну», вона, як і в дебютній стрічці, грає із Діком Павеллом. Загалом 38-го року вийшло п'ять картин за участі Прісцилли Лейн. Широку популярність акторці принесла екранізація п'єси Джона Монкса та Фреда Фінклхоффа «Братик пацюк», театральна постановка якої з успіхом шла на Бродвеї. Це була історія про студентів військового університету в Вірджинії.
Фільм «Чотири доньки» знімав Майкл Кертіс. Вийшовши на екрани у вересні 1938 року, він відразу став хітом. У ролі чотирьох сестер Лемп знялися Прісцилла, Розмарі та Лола Лейн, а також Гейл Пейдж. Стрічка розповідає про музичну родину, яка створює пансіон, в якому оселяється композитор Фелікс Дітц. Всі сестри відразу вирішують привернути його увагу. Фільм сподобався публіці, і згодом вийшли ще дві його частини: «Чотири дружини» та «Чотири матері». Також квартет Лоли, Розмарі, Прісцилли та Гейл Пейдж з'явився у картині «Відважні доньки», але в ньому йде мова про іншу родину.
Наступною роботою молодшої Лейн стала роль Еллен Мюррей в картині «Так, моя дорога донечко». В ній розповідається про молоду пару, вільну від забобонів. Стрічка, в якій неодружена пара проводить разом вікенд, викликала гостру критику моралістів і була заборонена в деяких штатах. Та це лише спричинило більшу цікавість публіки і фільм став касовим хітом. Лейн отримала похвалу за живе виконання ролі. Було відмічено також і її партнера Джеффрі Лінна. Із Лінном Лейн зіграла у третині своїх фільмів.
По завершенні зйомок студія Warner Brothers серед інших, прислала запрошення в тур країною і сестрам Лейн: Розмарі та Прісциллі, а також Ерролові Флінну та Енн Шерідан. Це була рекламна акція на підтримку першого вестерна Флінна «Додж-Сіті». Лейн була рада набути подібного досвіду та змозі побачити країну.

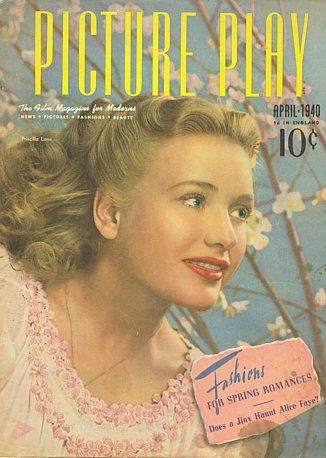
Прісцилла Лейн на обкладинці журналу «Picture Play» (1940)

1939 року вийшов фільм-нуар «Ревучі двадцяті, або Доля солдата в Америці». Лейн грала співачку у нічному клубі, яка збирається одружитися із юристом Ллойдом, та стає об'єктом бажання гангстера Едді. Головні ролі в картині зіграли Джеймс Кегні та Гамфрі Боґарт. Згодом цей фільм було визнано шедевром і класикою гангстерського кіно.
Прісцилла Лейн отримувала 750 доларів на тиждень: фантастична зарплатня як на епоху депресії і мізерна у порівнянні із окладами інших зірок студії. Акторка вимагала підвищення зарплатні. Наступна стрічка, в якій вона мала грати — «Гроші та жінка», була для неї надто непристойною, і Лейн не вийшла на знімальний майданчик. Її замінили на Бренду Маршалл.
Лейн запропонували головну роль у фільмі «Моє кохання повертається», романтичній комедії про скрипальку. Вона знову відмовилася. Роль зіграла Олівія де Гевіленд.
1941 року на екрани вийшли стрічки із участю Лейн «Дівчина на мільйон» та «Блюз уночі». Режисером останнього став киянин Анатоль Літвак.
Останнім фільмом Лейн на студії Warner стала специфічна комедія Френка Капри «Миш'як та старі мережива», зйомки якої йшли з 20 жовтня по 16 грудня 1941 року. Після цього за взаємною згодою контракт було розірвано після п'яти років співпраці. А стрічка не виходила до прокату ще три роки.
1942 року акторка підписала контракт на один фільм із студією Universal. Ним став воєнний трилер «Диверсант» Альфреда Гічкока. Сам режисер бачив у головних ролях Барбару Стенвік і Гері Купера. Студія наполягала, що грає вона прекрасно, і дійсно, після виходу фільму, Лейн отримала високу оцінку своїх здібностей.
Незабаром вона зіграла ще у двох картинах: «Срібній королеві», де втілила власницю грального дому у Сан-Франциско у 1870-х роках, та «Найзліші людині на землі», в якій зіграла з Джеком Бенні. Після цього вона залишила кінематограф і присвятила себе родині. У травні 1942 року одружилася із Джозефом Говардом, і весь час до закінчення Другої світової війни переїздила з ним по країні з однієї військової бази на іншу. Часто вона виступала в армійських таборах з власним шоу.
По закінченню війни Лейн ненадовго повернулася у кіно в 1947 році, зігравши у комедії «Fun on a Weekend». Відгуки були дуже схвальними, писали, що після повернення талановита акторка мусить більше зніматися. Та Лейн за два роки до цього народила першого сина.
1948 року Лейн пристала на пропозицію Лоуренса Тірні зіграти в фільмі-нуар «Охоронець»: «Я не розуміла, як сумую за зйомками, допоки не повернулася. Я люблю цю роботу і сподіваюся зробити багато, знятися у багатьох картинах». Але «Охоронець» став її останнім фільмом. Очікуваний контракт студія RKO не запропонувала.
1958 року Лейн зробила власне шоу, яке транслювала телекомпанія в Бостоні. Воно велося один рік. Після цього Прісцилла Лейн залишила шоу-бізнес.

### Особисте життя
Наприкінці 30-х Лейн почала зустрічатися з помічником режисера та сценаристом Ореном Хаглундом. Вони одружилися в Аризоні 14 січня 1939 року. Наступного дня вона пішла, а шлюб незабаром було анульовано.
У листопаді 1941 року заручилася із видавцем Джоном Баррі. В інтерв'ю журналу «Photoplay» Лейн казала, що сподівається на скоріше одруження і продовжить зніматися у кіно.

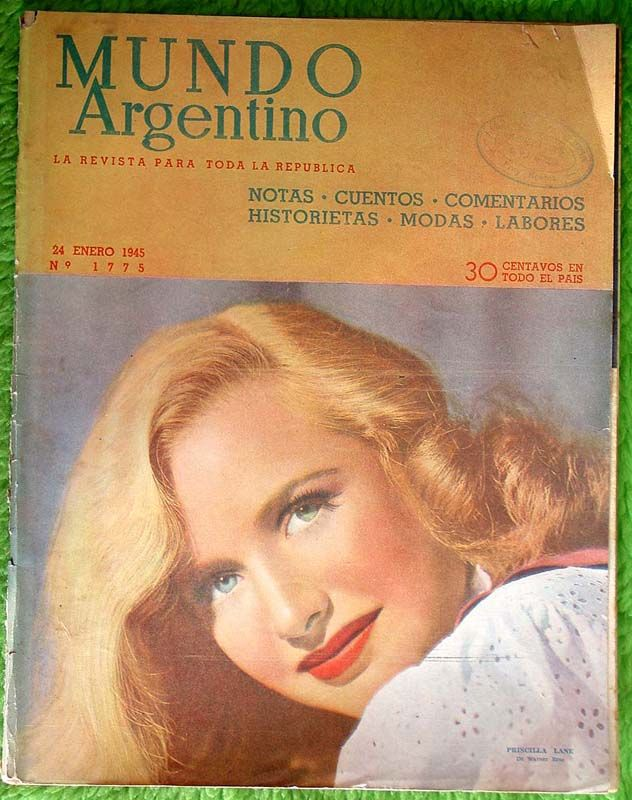
Прісцилла Лейн на обкладинці журналу «Mundo Argentino» (1945)

Та на початку 1942 року акторка зустріла Джозефа Говарда, лейтенанта військово-повітряних сил США. Заручини з Баррі було розірвано. Він був уродженцем штату Массачусетс, до війська приєднався чи не відразу по закінченню коледжу в 1939 році. Говард узяв коротку відпустку і вони одружилися 22 травня 1942 року у Лас-Вегасі. По закінченні війни подружжя жило в Нью-Мексико. Сина Джозефа Лоренса вона народила в останній день 1945 року. У 1946 року, по закінченні служби чоловіка, родина переїхала до Вікторвіллю у Каліфорнії. Чоловік, який раніше вивчав машинобудування, став будівельним підрядником. 17 квітня 1950 року Прісцилла народила дочку Ханну. У червні 1951 року вони переїхали до Массачусетсу. Остаточне рішення чоловік залишив за Прісциллою, вона ж просто закохалася у ці місця. Говарди оселилися в містечку Андовер. 22 серпня 1953 року вона народила доньку Джудіт. Сина Джеймса народила 4 грудня 1955 року.
Прісцилла Лейн була глибоко релігійною. Вона, як і її сестра Лола, прийняла католицтво, і вся родина разом часто ходила до церкви. Лейн також брала участь у католицькій благодійності. Часто вона бувала волонтеркою у місцевих лікарнях.
У своєму саду акторка вирощувалв квіти та овочі. Вона відмовилась від продовження кар'єри, не давала інтерв'ю і не відповідала фанатам поштою.
У липні 1972 року чоловік залишив свій бізнес, і вони переїхали до літнього будинку у Нью-Гемпширі. Через чотири роки, 18 травня 1976 року, він раптово помер у 60 років. Лейн залишилася в Деррі. Вона займалася волонтерською діяльністю та своїм садом.
У 1994 році у Прісцилли Лейн виявили рак легенів. Вона переїхала до будинку літніх людей в Андовері, ближче до старшого сина Джо та його родини. Вона померла о 7.30 4 квітня 1995 року від раку легенів та серцевої недостатності у віці 79 років. Прощальну меса пройшла у церкві Святого Метью у Віндхемі, Нью-Гемпшир. Похована на Арлінгтонському цвинтарі.

## Вибрана фільмографія
- 1938 — Ковбой з Брукліну — Джейн Гарді
- 1938 — Чотири доньки — Енн Лемп
- 1938 — Братик пацюк — Джойс Вінфрі
- 1939 — Так, моя дорога донечко — Еллен Мюррей
- 1939 — Відважні доньки — Буфф Мастерс
- 1939 — Ревучі двадцяті, або Доля солдата в Америці — Джин Шерман (Гарт)
- 1939 — Чотири дружини / Four Wives — Енн Лемп Дітц
- 1940 — Братик пацюк та дитина — Джойс Винфрі
- 1941 — Чотири матері — Енн Лемп Дітц
- 1941 — Дівчина на мільйон — Пем МакАлістер
- 1941 — Блюз уночі — Джинджер Павелл
- 1942 — Диверсант — Патриція «Пет» Мартін
- 1942 — Срібна королева — Коралі Адамс
- 1943 — Найзліша людина на землі — Джейні Браун
- 1944 — Миш'як та старі мережива — Елейн
- 1948 — Охоронець — Доріс Брюстер